# Мереке (Акмолинская область)
Мереке (каз. Мереке, до 2023 года — Ерофеевка) — село в Аккольском районе Акмолинской области Казахстана. Входит в состав Урюпинского сельского округа. Код КАТО — 113255500.

## География
Село расположено на берегу реки Талкара, в западной части района, на расстоянии примерно 43 километров (по прямой) к западу от административного центра района — города Акколь, в 9 километрах к юго-западу от административного центра сельского округа — села Урюпинка.
Абсолютная высота — 315 метров над уровнем моря
Ближайшие населённые пункты: село Урюпинка — на северо-востоке, село Пригородное — на юге.

## Население
В 1989 году население села составляло 559 человек (из них казахи — 34 %, русские — 23 %, немцы — 23 %).
В 1999 году население села составляло 433 человека (210 мужчин и 223 женщины). По данным переписи 2009 года, в селе проживало 167 человек (85 мужчин и 82 женщины).
| Численность населения | Численность населения | Численность населения |
| 1989                  | 1999                  | 2009                  |
| --------------------- | --------------------- | --------------------- |
| 559                   | ↘433                  | ↘167                  |

## Улицы[6]
- ул. Акжайык
- ул. Мухтара Ауэзова